# Camille Catala
Camille Catala,  née le 6 mai 1991 à Montpellier, est une footballeuse internationale française évoluant au poste de milieu de terrain. Au cours de sa carrière, elle a joué à Saint-Étienne puis au Paris FC de 2012 jusqu'à sa retraite sportive en 2021. En équipe de France, elle compte 31 sélections et trois buts.

## Biographie

### Carrière en club
Petite-fille de Marcel Manoël, Camille commence sa carrière en championnat régional à l'AS Saint-Christol-lès-Alès et fait une apparition lors du match du Challenge de France face à l'ASPTT Albi (défaite 0-4).
Elle quitte son club formateur la saison suivante, pour le RC Saint-Étienne et joue son premier match de Division 1 le 23 août 2008 lors du match de la première journée de la saison 2008-2009 contre l'ASJ Soyaux (défaite 2-0) . Elle joue 15 matchs et inscrit 1 but lors de sa toute première saison dans l'élite.

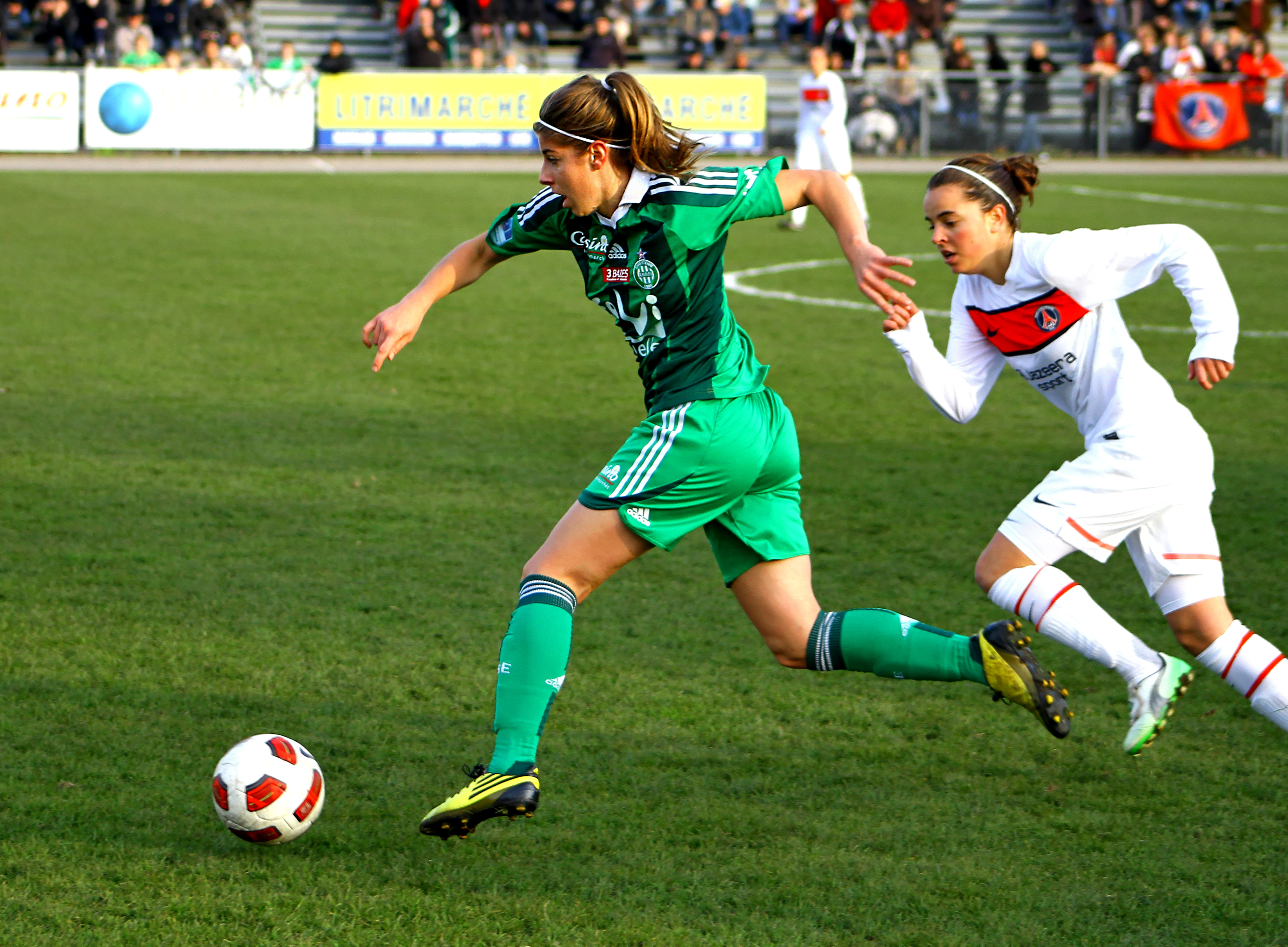
Camille Catala lors de AS Saint-Étienne - Paris SG (saison 2011-2012).

La saison suivante, le Racing Club de Saint-Étienne intègre la section féminine de l'AS Saint-Étienne. Pendant 3 saisons avec les amazones, Camille ne manque aucun match de championnat et réalise sa meilleure saison en 2011-2012 avec 13 buts inscrits en 22 matchs joués, et remporte le Challenge de France féminin en 2011 face au Montpellier HSC (0-0, 3 tirs au but à 2).
Après 4 bonnes saisons dans le Forez, Camille rejoint le FCF Juvisy Essonne lors de l'été 2012.
En 2013, elle inscrit un doublé lors du quart de finale retour contre le Göteborg FC et permet au FCF Juvisy Essonne de se qualifier pour les demi-finales de la Ligue des champions féminine de l'UEFA. En mars 2018, elle subit une opération du genou, alors qu'elle souffre d'une lésion méniscale et cartilagineuse.
Lors de la saison 2018-2019, elle est déléguée club de l'UNFP au sein du Paris FC.
Au terme de la saison 2020-2021 où le Paris FC termine à la 4e place de D1, elle met un terme à sa carrière.

### Carrière internationale
Camille débute en équipe de France des moins de 17 ans, où elle participe à la première Coupe du monde féminine U-17 en 2008, mais les Bleuettes ne parviennent pas à franchir le premier tour. Elle poursuit avec l'équipe de France des moins de 19 ans et remporte l'Euro féminin U-19 en 2010, avec notamment Pauline Crammer, Kelly Gadea, Laëtitia Philippe, Léa Rubio ou encore Marion Torrent. Elle achève son parcours en jeunes avec des sélections en équipe de France des moins de 20 ans.
Camille fait sa première apparition en équipe de France le 26 octobre 2011 face à Israël (victoire 5-0), où elle remplace Eugénie Le Sommer à la 69e minute de jeu. Par la suite, elle inscrit son premier but le 4 juillet 2012 face à la Roumanie (victoire 6-0).
Elle participe par la suite à son premier tournoi majeur avec les Bleues lors de des Jeux olympiques 2012, elle y inscrit son seul but de la compétition, en phase de groupe contre la Corée du Nord (victoire 5-0), mais termine au pied du podium après la défaite face au Canada (0-1), lors du match pour la troisième place.
Ignorée pendant plus de 3 ans par l'ancien sélectionneur national en place, Philippe Bergeroo, elle joue malgré tout en équipe de France B durant cette période et retrouve la sélection nationale grâce au nouveau sélectionneur Olivier Echouafni qui lui donne sa chance, en Angleterre le 21 octobre 2016 (nul 0-0).

## Palmarès
- Championne d'Europe des moins de 19 ans en 2010 avec l'équipe de France des moins de 19 ans
- Vainqueur du Challenge de France féminin en 2011 avec l'AS Saint-Étienne

## Carrière et statistiques
| Saison                | Club                       | Championnat           | Championnat | Championnat | Coupe(s) nationale(s) | Coupe(s) nationale(s) | Compétition(s) continentale(s) | Compétition(s) continentale(s) | Compétition(s) continentale(s) | France | France | Total | Total |
| Saison                | Club                       | Division              | M.          | B.          | M.                    | B.                    | Comp.                          | M.                             | B.                             | M.     | B.     | M.    | B.    |
| 2006-2007             | AS Saint-Christol-lès-Alès | DH                    | -           | -           | -                     | -                     | -                              | -                              | -                              | -      | -      | 0     | 0     |
| 2007-2008             | AS Saint-Christol-lès-Alès | DH                    | -           | -           | 1                     | 0                     | -                              | -                              | -                              | -      | -      | 1     | 0     |
| Sous-total            | Sous-total                 | Sous-total            | -           | -           | 1                     | 0                     | -                              | -                              | -                              | -      | -      | 1     | 0     |
| 2008-2009             | RC Saint-Étienne           | D1                    | 15          | 1           | 3                     | 0                     | -                              | -                              | -                              | -      | -      | 18    | 1     |
| Sous-total            | Sous-total                 | Sous-total            | 15          | 1           | 3                     | 0                     | -                              | -                              | -                              | -      | -      | 18    | 1     |
| 2009-2010             | AS Saint-Étienne           | D1                    | 22          | 5           | 2                     | 4                     | -                              | -                              | -                              | -      | -      | 24    | 9     |
| 2010-2011             | AS Saint-Étienne           | D1                    | 22          | 7           | 6                     | 6                     | -                              | -                              | -                              | -      | -      | 28    | 13    |
| 2011-2012             | AS Saint-Étienne           | D1                    | 22          | 13          | 2                     | 1                     | -                              | -                              | -                              | 11     | 2      | 35    | 16    |
| Sous-total            | Sous-total                 | Sous-total            | 66          | 25          | 10                    | 11                    | -                              | -                              | -                              | 11     | 2      | 87    | 38    |
| 2012-2013             | FCF Juvisy Essonne         | D1                    | 19          | 11          | 3                     | 2                     | WCL                            | 7                              | 2                              | 10     | 0      | 39    | 15    |
| 2013-2014             | FCF Juvisy Essonne         | D1                    | 21          | 9           | 5                     | 4                     | -                              | -                              | -                              | 2      | 0      | 28    | 13    |
| 2014-2015             | FCF Juvisy Essonne         | D1                    | 21          | 10          | 3                     | 4                     | -                              | -                              | -                              | -      | -      | 24    | 14    |
| 2015-2016             | FCF Juvisy Essonne         | D1                    | 19          | 7           | 3                     | 4                     | -                              | -                              | -                              | -      | -      | 22    | 11    |
| 2016-2017             | FCF Juvisy Essonne         | D1                    | 20          | 8           | 3                     | 3                     | -                              | -                              | -                              | 4      | 0      | 27    | 11    |
| 2017-2018             | Paris FC                   | D1                    | 15          | 3           | 2                     | 1                     | -                              | -                              | -                              | 4      | 1      | 21    | 5     |
| 2018-2019             | Paris FC                   | D1                    | 5           | 0           | 0                     | 0                     | -                              | -                              | -                              | -      | -      | 5     | 0     |
| 2019-2020             | Paris FC                   | D1                    | 15          | 5           | 0                     | 0                     | -                              | -                              | -                              | -      | -      | 15    | 5     |
| 2020-2021             | Paris FC                   | D1                    | 16          | 2           | 1                     | 0                     | -                              | -                              | -                              | -      | -      | 17    | 2     |
| Sous-total            | Sous-total                 | Sous-total            | 151         | 55          | 20                    | 18                    | -                              | 7                              | 2                              | 26     | 1      | 204   | 76    |
| Total sur la carrière | Total sur la carrière      | Total sur la carrière | 232         | 81          | 33                    | 29                    | -                              | 7                              | 2                              | 31     | 3      | 303   | 115   |